# Janusz Janiak
Janusz Janiak (ur. 23 grudnia 1938 w Ostrowie Wielkopolskim, zm. 23 stycznia 2023) – polski kolarz i trener, medalista mistrzostw Polski.

## Życiorys
Był zawodnikiem KS Ostrovii (od 1957), następnie LZS Zieloni Ostrów Wielkopolski i LZS Wielkopolska.
W 1963 wywalczył brązowy medal mistrzostw Polski w kolarstwie przełajowym. W 1965 zajął drugie miejsce w Milk Race oraz wyścigu Dookoła Mazowsza, a także wygrał jeden z etapów Wyścigu dookoła Polski.
Po zakończeniu kariery zawodniczej pracował jako trener. Do 1977 pracował w LKS Barycz Przygodzice, następnie w Międzyzakładowym Ludowym Klubie Sportowym w Raszkowie. W latach 1986–1988 prowadził żeńską reprezentację Polski. Jego zawodnikami byli m.in. Wojciech Pawlak, Małgorzata Jędrzejewska i Monika Cegła.